# Veronika Nagy
Veronika Nagy es una deportista yugoslava que compitió en judo. Ganó una medalla de bronce en el Campeonato Europeo de Judo de 1981, en la categoría de –48 kg.

## Palmarés internacional
| Campeonato Europeo | Campeonato Europeo | Campeonato Europeo | Campeonato Europeo |
| Año                | Lugar              | Medalla            | Categoría          |
| ------------------ | ------------------ | ------------------ | ------------------ |
| 1981               | Madrid (España)    | Medalla de bronce  | –48 kg             |